# Heda Hoper
Heda Hoper (2. maj 1885 - 1. februar 1966) je bila američka glumica i novinarka, najpoznatija po trač kolumni koju je od 1938. pisala za Los Angeles Times, i zbog koje je postala jedna od najuticajnijih, ali i najomraženijih ličnosti tadašnjeg Holivuda. Kao desničarka i vatreni pristaša Republikanske stranke se krajem 1940-ih i početkom 1950-ih za vreme makartističkih progona istakla podkazivanjem komunista i levičara među holivudskim glumcima i filmskim stvaraocima, a koji su nakon toga završavali na crnoj listi.

## Detinjstvo i mladost
Hoper je rođena kao Elda Fari u Holidejsbergu (Pensilvanija), kao ćerka Margaret (devojačko ime Miler; 1856–1941) i Dejvida Farija, kasapina. Oboje su bili članovi Nemačkog baptističkog bratstva. Njena familija je bila pensilvanijskog holandskog (nemačkog) porekla. Porodica se preselila u Altunu kad je Elda imala tri godine.

## Ocrnjivanje
Hoperova je bila jedna od pokretačkih sila iza stvaranja Holivudske crne liste, koristeći njeno 35 milionsko čitalaštvo da uništiti karijere onih u industriji zabave za koje je sumnjala da su komunisti, da podržavaju komuniste, da su homoseksualni, ili da vode razuzdane živote. Ona je bila vodeći član Filmskog saveza za očuvanje američkih ideala, osnovanog 1944. godine i posvećenog iskorenjivanju osumljičenih komunista u Holivudu. Smatrala je sebe čuvarkom moralnih standarda u Holivudu i hvalila se da joj je potrebno samo da mahne prstom na producenta i da će odmah prekinuti preljubu.

## Izabrana filmografija
| Godina | Naslov | Uloga                                | Napomene                                          |
| ------ | ------ | ------------------------------------ | ------------------------------------------------- |
| 1916   |        | Maida Rhodes                         | izgubljen film navedena kao Elda Fari             |
| 1917   |        | Sylvia Marlowe                       | izgubljen film navedena kao Elda Milar            |
| 1917   |        | June Justice                         | izgubljen film                                    |
| 1917   |        | Myra Thornhill                       | navedena kao Elda Fari                            |
| 1917   |        | Hattie King                          | očuvana skraćena verzija                          |
| 1918   |        | Dama iz visokog društva              | nepotpuna verzija van špice                       |
| 1918   | [ 7 ]  | Irma Delabarre                       | izgubljen film navedena kao gospođa DeWolf Hopper |
| 1919   |        | Mrs. Howard Jeffries, Sr             | izgubljen film                                    |
| 1919   |        | Mrs. James Wakeley                   |                                                   |
| 1919   |        | Mrs. Harmon                          | izgubljen film                                    |
| 1920   |        | Grofica Rochestera                   | izgubljen film                                    |
| 1920   |        | Vida Phillimore                      |                                                   |
| 1921   |        | Njegova supruga                      |                                                   |
| 1921   |        | Mrs. Candor                          | izgubljen film navedena kao Gđa DeWolf Hopper     |
| 1921   |        | Mrs. Agnes Crombie                   | navedena kao Gđa DeWolf Hopper                    |
| 1922   |        | Madge Larrabee                       |                                                   |
| 1922   |        | Mrs. Neer                            | navedena kao Gđa DeWolf Hopper                    |
| 1923   |        | Mrs. Adams                           |                                                   |
| 1923   |        | Mrs. Kate Norton Tappan              |                                                   |
| 1924   |        | Madame Zoe                           |                                                   |
| 1924   |        | Nina Neilson                         |                                                   |
| 1924   |        | Mrs. Chrystal Pole                   |                                                   |
| 1924   |        | Mary Tate                            |                                                   |
| 1924   |        | Cousin Elizabeth MacKenzie           |                                                   |
| 1924   |        | Mrs. Stevens                         |                                                   |
| 1924   |        | Mrs. Leiter                          |                                                   |
| 1925   |        | Mrs. Bernice Hamilton                |                                                   |
| 1925   |        | Lady Wildering                       |                                                   |
| 1925   |        | Muriel Church                        | izgubljen film                                    |
| 1925   |        | Mrs. Caldwell                        |                                                   |
| 1925   |        | Mrs. Clarice Vidal                   |                                                   |
| 1925   |        | Margaret Wyndham                     | izgubljen film                                    |
| 1925   |        | Mrs. Bordon                          | izgubljen film                                    |
| 1926   |        |                                      | izgubljen film                                    |
| 1926   |        | Mrs. Van Dream                       |                                                   |
| 1926   |        | Mona Vincent                         | izgubljen film                                    |
| 1926   |        | Mrs. Colby                           |                                                   |
| 1926   |        | Mrs. Gould                           | izgubljen film                                    |
| 1926   |        | Virginia Philips                     | izgubljen film                                    |
| 1926   |        | Marchesia Rinaldo                    |                                                   |
| 1926   |        | Grofica de Fragni                    |                                                   |
| 1926   |        | Society Woman                        |                                                   |
| 1927   |        | Modista                              |                                                   |
| 1927   |        | Jean's Mother                        |                                                   |
| 1927   |        | Mrs. Aldrich                         | izgubljen film                                    |
| 1927   |        | Katherine Flanders                   |                                                   |
| 1927   |        | Mrs. Powell                          | van špice                                         |
| 1927   |        | Grace Sturdevant                     |                                                   |
| 1927   |        | Eleanor Leighton                     |                                                   |
| 1927   |        | Olive Gresham                        |                                                   |
| 1927   |        | Mrs. Hamill                          |                                                   |
| 1927   |        | Hedda Frane                          | izgubljen film                                    |
| 1927   |        |                                      |                                                   |
| 1928   |        | Mrs. Ann Blair                       | izgubljen film                                    |
| 1928   |        | Countess Ferenzi                     | izgubljen film                                    |
| 1928   |        | Mrs. C. King                         |                                                   |
| 1928   |        | Mrs. Garrett                         |                                                   |
| 1928   |        |                                      |                                                   |
| 1928   |        | Mrs. Worthing                        | London                                            |
| 1928   |        | Mrs. Stanley                         |                                                   |
| 1928   |        | Mrs. Hartley                         |                                                   |
| 1928   |        | Mrs. Moore                           |                                                   |
| 1929   |        | Mrs. Holworthy                       | izgubljen film                                    |
| 1929   |        | Lady Maria                           |                                                   |
| 1929   |        | Mrs. Collingswood Stratton           |                                                   |
| 1929   |        | Mrs. Page                            |                                                   |
| 1929   |        | Mrs. Karen Lee                       |                                                   |
| 1929   |        | Mrs. Coleman                         | izgubljen film                                    |
| 1930   |        | Muriel Wyndham                       |                                                   |
| 1930   |        | Mrs. Divine                          |                                                   |
| 1930   |        | Tetka Pat                            |                                                   |
| 1930   |        | Susan Potter                         |                                                   |
| 1930   |        | Madge Livingston                     |                                                   |
| 1930   |        | Mrs. Weaver                          |                                                   |
| 1930   |        | Majka                                |                                                   |
| 1931   |        | Mrs. Clara Williams                  | van špice                                         |
| 1931   |        | Mrs. Stanlaw                         |                                                   |
| 1931   |        | Mrs. Marian Radcliffe                |                                                   |
| 1931   |        | Mrs. Smith                           |                                                   |
| 1932   |        | Mrs. Alice Chittendon                |                                                   |
| 1932   |        | Mrs. Rand                            |                                                   |
| 1932   |        | Ines Montari                         |                                                   |
| 1932   |        | Ella Dwight                          |                                                   |
| 1932   |        | Countess De Marnac                   |                                                   |
| 1932   |        | Mrs. Peets                           |                                                   |
| 1933   |        | Mrs. Chase                           |                                                   |
| 1933   |        | Mrs. Loway, American Tourist         |                                                   |
| 1933   |        | Mrs. Worth (Gary Worth's mother)     |                                                   |
| 1933   |        | Madame Sonia Barton                  |                                                   |
| 1934   |        | Nurse                                | Uncredited                                        |
| 1935   |        | Laura Proctor                        |                                                   |
| 1935   |        | Mrs. Palmer                          |                                                   |
| 1935   |        | Alvin's Mother                       |                                                   |
| 1935   |        | Tutor                                |                                                   |
| 1936   |        | Mrs. Tallman                         |                                                   |
| 1936   |        | Lady Esme Hammond                    |                                                   |
| 1936   |        | Mrs. Dorothy Kent                    |                                                   |
| 1937   |        | Mrs. Agnes White                     |                                                   |
| 1937   |        | Mrs. Stuyvesant                      |                                                   |
| 1937   |        | Mrs. Townsend                        |                                                   |
| 1937   |        | Mrs. Van Klettering                  | Uncredited                                        |
| 1937   |        | Udovica na brodu                     | van špice                                         |
| 1938   |        | Penny Reed                           |                                                   |
| 1938   |        | Mrs. Harrison                        |                                                   |
| 1938   |        | Mrs. Emily Carson                    |                                                   |
| 1938   |        | Polly Griscom                        |                                                   |
| 1939   |        | Stephanie                            |                                                   |
| 1939   |        | Dolly Dupuyster                      |                                                   |
| 1939   |        | Mrs. Aldrich                         |                                                   |
| 1939   |        | Hedda Hopper - novinska kolumnistica | van špice                                         |
| 1939   |        | Elizabeth "Lizzie" Rockingham        |                                                   |
| 1940   |        | Mrs. Emily Sturgis                   |                                                   |
| 1940   |        | Mrs. North                           |                                                   |
| 1941   |        | Mrs. Aldrich                         |                                                   |
| 1941   |        | Mrs. Young                           | Uncredited                                        |
| 1942   |        | Tetka Henrietta Beresford            |                                                   |
| 1950   |        | sama sebe                            |                                                   |
| 1960   |        | sama sebe, cameo nastup              |                                                   |
| 1964   |        | sama sebe                            |                                                   |
| 1966   |        | sama sebe                            |                                                   |

| Godina    | Naslov | Uloga                          | Napomene                            |
| --------- | ------ | ------------------------------ | ----------------------------------- |
| 1951-1963 |        | sama sebe - tajanstveni gost   | 7 epizoda                           |
| 1953      |        | Voditeljka                     | epizoda:                            |
| 1955      |        | sama sebe                      | epizoda:                            |
| 1955      |        | sama sebe - trač kolumniskinja | 2 epizode                           |
| 1956      |        | sama sebe                      | 2 epizode                           |
| 1956      |        | sama sebe                      | epizoda #1.19                       |
| 1957      |        | razne uloge                    | 2 epizode                           |
| 1957      |        | sama sebe                      | epizoda:                            |
| 1958      |        | sama sebe                      | epizoda #1.5                        |
| 1959      |        | sama sebe                      | epizoda #2.8                        |
| 1959      |        | sama sebe                      | epizoda:                            |
| 1960      |        | voditeljka                     | specijalna TV-emisija               |
| 1960      |        | sama sebe                      | epizoda:                            |
| 1961      |        | sama sebe                      | epizoda emitovana 31. oktobra 1961. |
| 1964      |        | sama sebe                      | epizoda:                            |
| 1966      |        | Heda, Luda Šeširdžijka (glas)  | TV-film                             |

## Literatura
- Frost, Jennifer. "Hedda Hopper, Hollywood Gossip, and the Politics of Racial Representation in Film, 1946–1948," Journal of African American History, 93 (Winter 2008), 36–63.

## Spoljašnje veze
- Heda Hoper на веб-сајту Internet Broadway Database (језик: енглески)
- Heda Hoper на веб-сајту  (језик: енглески)
- Heda Hoper на веб-сајту AllMovie (језик: енглески)